# Lozi

Vlajka lidí Lozi

Lozi, Loziové (také Ilozi, Rozi, Tozvi, Rotse, Rutse, Kololo) je název pro bantuskou etnickou skupinu, která žije převážně v západní Zambii, v oblasti zvané Barotseland. Nacházejí se také v Namibii, Angole a Botswaně.

## Jméno
Slovo Lozi znamená v jazyce Makolola „obyčejný“, což označuje rovinu kolem řeky Zambezi, kde žije většina Loziů. Jméno Lozi používali němečtí misionáři v dnešní Namibii . Mu- a Ba- jsou v bantuských jazycích předpony jednotného a množného čísla, takže Murotse znamená „obyčejný člověk“, zatímco Barotse znamená „obyčejní lidé“.

## Dějiny
Ačkoli tradice Loziů praví, že trvale žili v Barotselandu, věří se, že jejich předkové migrovali do západní Zambie z území dnešní Demokratické republiky Kongo v 17. a 18. století. Kolem roku 1830 zaútočili na Barotseland a dobyli Lozije kmene Makololo, kteří byli vyhnáni z dnešní Jihoafrické republiky invazí Zuluů pod vedením Sebetwaneho. Vládli až do roku 1864, kdy byli svrženi povstáním Loziů.
Loziové byli po dlouhou dobu monarchií vládnutou králem zvaným „litunga“. Na konci 19. století vládl Loziům Lewanika, jehož vláda jako litunge trvala 50 let. Lewanika přivedl Barotseland pod britskou vládu, když se v roce 1890 dohodl s Cecilem Rhodesem, že z oblasti udělá protektorát.

## Kultura

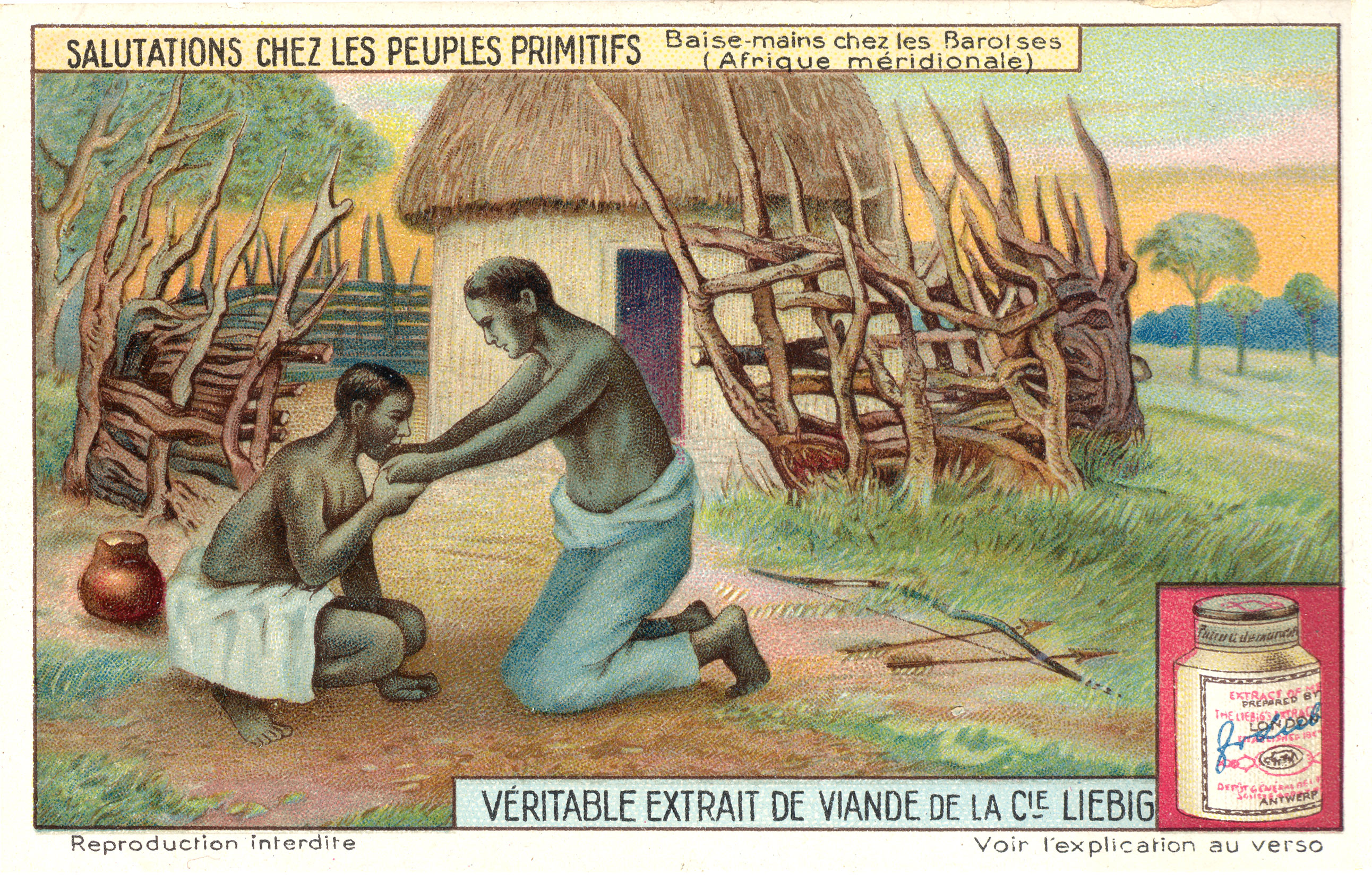
Zvyk podávání rukou

Přestože byl Barotseland zahrnut do Severní Rhodesie, zachoval si značnou autonomii, která přetrvávala i v roce 1964, kdy se Severní Rhodesie stala nezávislým státem Zambie. Před koloniální érou byl region sice soběstačný, co se týče potravin, a vyvážel je do okolních oblastí, dnes představuje nejméně rozvinutou oblast Zambie s jedinou zpevněnou silnicí v provincii, z Lusaky do Mongu, a s nepravidelnými dodávkami elektřiny. V této oblasti existuje určitá podpora požadavkům na větší autonomii v rámci Zambie, tj. nezávislý stát.
Lozská společnost je hluboce rozdělena do tříd, kde na vrcholu stojí panovník a jeho příbuzní zastávají důležité společenské pozice. Panovník je známý jako litunga a v tradiční lozijské společnosti je tolerována jen velmi malá kritika litungy, i když je nepopulární. Kritika litungy je považována za kritiku celého národa.
Kultura Lozi je do značné míry určena povodňovými cykly řeky Zambezi, takže každý rok na začátku období dešťů dochází k pravidelné migraci z nížin do vyšších poloh. Nejznámějším z těchto festivalů je Kuomboka, při kterém se litunga přesouvá z Lealui v záplavové oblasti do Limulungy na náhorní plošině. Kuomboka obvykle začíná v únoru nebo březnu.

## Náboženství
Většina Loziů se hlásí ke křesťanství.

### Tradiční náboženství
Existuje ovšem i tradiční náboženství, které ožívá při folklorních a vzpomínkových slavnostech. 

Existuje kult předků. 

Nejvyšší bůh a zároveň stvořitel se nazývá Nyambe.
Jeho manželka se jmenuje Nasilele („spojená s dlouhými věcmi“) a jeho matkou je Ngula (což znamená „těhotná“). Nyambe podle Lozijů stvořil svou ženu i svou matku. 

V náboženství existují celkem tři verze stvořitelského mýtu:
- Prvním Nyambeho výtvorem byl Kamunu, první člověk, který kromě rozdělávání ohně a dalších dovedností začal také zabíjet zvířata pro maso. Aby jej Nyambe potrestal, odebíral mu věci jemu milé, až nakonec i psa, posledním trestem byla smrt, která tak přišla mezi lidi.
- Nyambeho dcera Mwambwa po styku s otcem zakládá národ Lozijů. Když Nasilele, Nyabeho žena, zjistila, co se mezi jejím manželem a dcerou stalo, pohádala se s manželem a dceru zbila. Nasilele později zemřela na Zemi a Mwambwa, dcera Nyambeho a Nasilele, se později stala první panovnicí Lozijů, a tedy zakladatelkou národa.
- Nyambe zakládá národ Loziů jako první člověk a později se panovnicí stává jeho žena, která přijala titul Njemakati („žena, od níž pochází království“). Údajně také porodila devět dalších dětí, včetně dcery jménem Mbuyu, která převzala panovnickou vládu po své matce.